# Aeonium canariense
Aeonium canariense är en fetbladsväxtart. Aeonium canariense ingår i släktet Aeonium och familjen fetbladsväxter.

## Underarter
Arten delas in i följande underarter:
- A. c. canariense
- A. c. christii
- A. c. latifolium
- A. c. virgineum
- A. c. palmense
- A. c. subplanum

## Bildgalleri

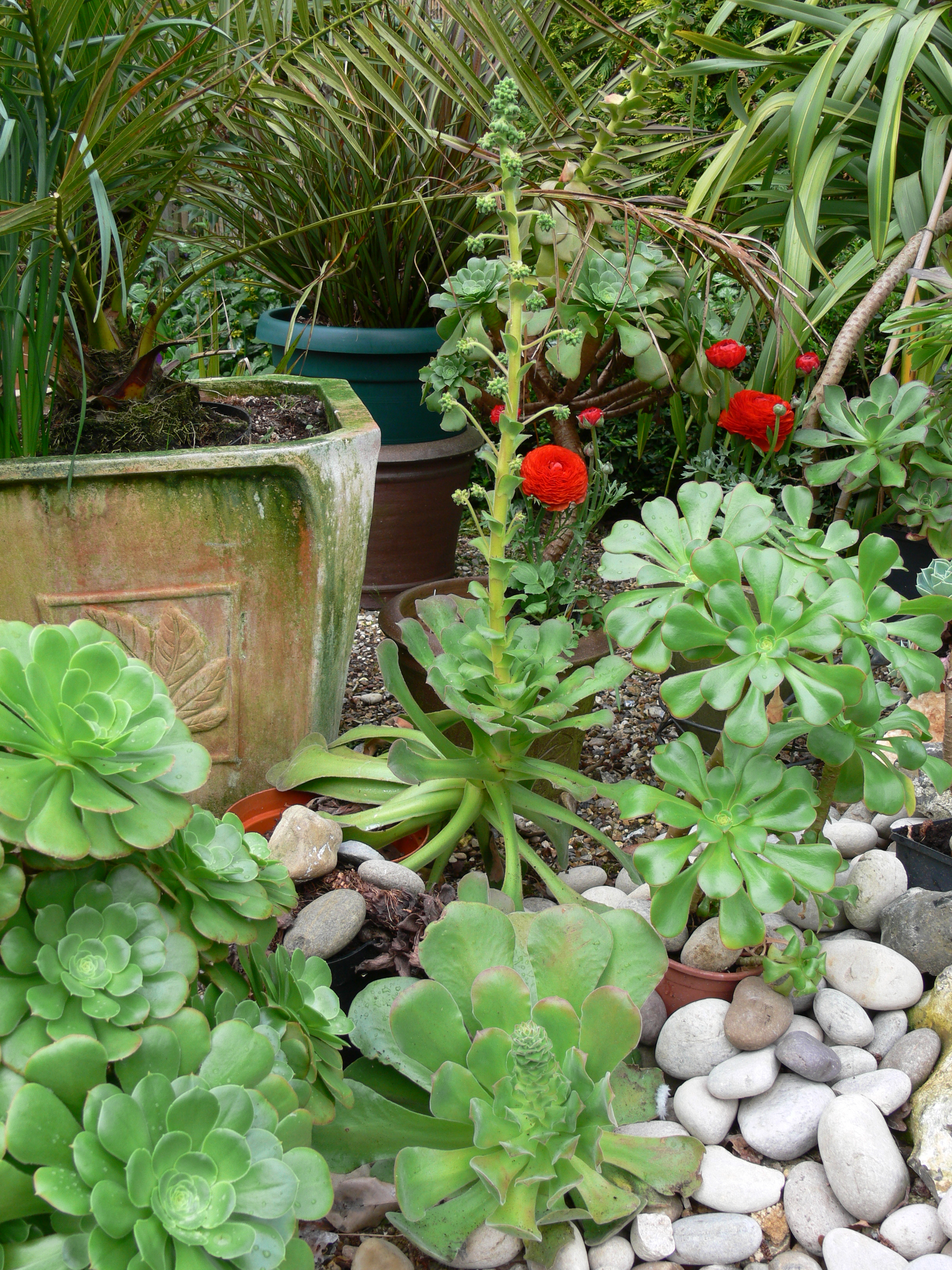